# Cours après le temps
Chansons représentant le Luxembourg au Concours Eurovision de la chanson
C'est peut-être pas l'Amérique
(1981) Si la vie est cadeau
(1983)
Cours après le temps, est une chanson interprétée par la chanteuse luxembourgeoise Svetlana pour représenter le Luxembourg à l'Eurovision de 1982. Elle est intégralement interprétée en français, une des langues nationales du Luxembourg, comme l'impose la règle entre 1976 et 1999.
La chanson fut interprétée seconde lors de la soirée du concours, suivant le groupe Doce du Portugal avec Bem bom et précédant Jahn Teigen et Anita Skorgan de la Norvège avec Adieu. À la clôture du scrutin, la chanson a terminé à la 6e place parmi 18 chansons, avec 78 points.